# Гленберн (Пенсільванія)
Гленберн (англ. Glenburn) — переписна місцевість (CDP) в США, в окрузі Лекаванна штату Пенсільванія. Населення — 1148 осіб (2020).

## Географія
Гленберн розташований за координатами 41°30′59″ пн. ш. 75°43′27″ зх. д. / 41.51639° пн. ш. 75.72417° зх. д. (41.516361, -75.724286).  За даними Бюро перепису населення США в 2010 році переписна місцевість мала площу 4,66 км², з яких 4,54 км² — суходіл та 0,12 км² — водойми.

## Демографія
Згідно з переписом 2010 року, у переписній місцевості мешкали 953 особи в 385 домогосподарствах у складі 274 родин. Густота населення становила 205 осіб/км².  Було 423 помешкання (91/км²).
Расовий склад населення:
| - 95,3 % — білих - 1,2 % — азіатів - 0,6 % — чорних або афроамериканців - 0,1 % — корінних американців |

До двох чи більше рас належало 2,6 %. Частка іспаномовних становила 2,7 % від усіх жителів.
За віковим діапазоном населення розподілялося таким чином: 21,1 % — особи молодші 18 років, 61,3 % — особи у віці 18—64 років, 17,6 % — особи у віці 65 років та старші. Медіана віку мешканця становила 47,3 року. На 100 осіб жіночої статі у переписній місцевості припадало 96,5 чоловіків;  на 100 жінок у віці від 18 років та старших — 89,9 чоловіків також старших 18 років.
Середній дохід на одне домашнє господарство  становив 111 579 доларів США (медіана — 67 333), а середній дохід на одну сім'ю — 139 613 долари (медіана — 97 813). Медіана доходів становила 94 205 доларів для чоловіків та 31 563 долари для жінок. За межею бідності перебувало 2,9 % осіб, у тому числі 1,0 % дітей у віці до 18 років та 6,1 % осіб у віці 65 років та старших.
Цивільне працевлаштоване населення становило 431 особа. Основні галузі зайнятості: освіта, охорона здоров'я та соціальна допомога — 28,5 %, виробництво — 13,7 %, роздрібна торгівля — 13,2 %.